# Glenn Ong
Glenn Ong (* 16. Juli 2003 in Singapur), mit vollständigen Namen Glenn Ong Jing Jie, ist ein singapurischer Fußballspieler.

## Karriere
Glenn Ong erlernte das Fußballspielen in der Singapore Sports School. Am 1. Januar 2021 wechselte er in die Juniorenmannschaft des Erstligisten Lion City Sailors. Sein Erstligadebüt gab der Juniorenspieler am 18. April 2021 im Heimspiel gegen Balestier Khalsa. Hier stand er in der Startelf und wurde in der 69. Minute gegen den südkoreaner Song Ui-young ausgewechselt. Am Ende der Saison feierte er mit den Sailors die singapurische Meisterschaft. Im Februar 2022 gewann der mit den Sailors den Singapore Community Shield. Das Spiel gegen Albirex Niigata (Singapur) gewann man mit 2:1. In der Saison 2021 bestritt er drei Erstligaspiele.

## Erfolge
Lion City Sailors
- Singapore Premier League: 2021
- Singapore Community Shield: 2022